# Le Retour de la mouche
Pour les articles homonymes, voir La Mouche.
Série La Mouche (1958)
La Mouche noire
(1958) La Malédiction de la mouche
(1965)
Pour plus de détails, voir Fiche technique et Distribution.
Le Retour de la mouche (Return of the Fly) est un film américain réalisé par Edward Bernds, sorti en 1959.
Il s'agit de la suite de La Mouche noire de Kurt Neumann, sorti un an plus tôt.

## Synopsis
Quinze ans après la mort mystérieuse de son père et le suicide de sa mère tourmentée, Philippe Delambre décide de reprendre les expériences de son père malgré les avertissements de son oncle François. Mais poussé par les ambitions de son assistant Alan qui convoite ses recherches, il se retrouve avec une tête et les membres d'une mouche. Sa vengeance envers les gens qui l'ont trahi sera terrible, et il doit découvrir le processus inverse.

## Fiche technique
Sauf indication contraire, les informations mentionnées dans cette section peuvent être confirmées par les bases de données cinématographiques IMDb et Allociné,  présentes dans la section « Liens externes ».
- Titre original : Return of the Fly
- Titre français : Le Retour de la mouche
- Réalisation : Edward Bernds
- Scénario : Edward Bernds, d'après la nouvelle La Mouche de George Langelaan
- Musique : Paul Sawtell et Bert Shefter
- Direction artistique : John B. Mansbridge et Lyle R. Wheeler
- Décors : Joseph Kish et Walter M. Scott
- Photographie : Brydon Baker
- Son : Bernard Freericks
- Montage : Richard C. Meyer
- Production : Bernard Glasser
- Sociétés de production : Twentieth Century Fox et Associated Producers (API)
- Sociétés de distribution : Twentieth Century Fox
- Budget : 225 000 $ (estimation)[2]
- Pays de production :  États-Unis
- Langues originales : anglais, français
- Format : noir et blanc — 35 mm — 2,35:1 (CinemaScope) — son Mono (RCA Sound Recording)
- Genre : horreur, science-fiction, drame
- Durée : 80 minutes
- Dates de sortie[3] :
  - États-Unis : 22 juillet 1959
  - France : 12 août 1960 (sortie limitée)
- Classification :
  - États-Unis : approuvé (Approved)

## Distribution
- Vincent Price : François Delambre
- Brett Halsey : Philippe Delambre
- John Sutton : l'inspecteur Beecham
- David Frankham : Ronald Holmes, alias Alan Hinds
- Dan Seymour : Max Berthold
- Danielle De Metz : Cecile Bonnard
- Jack Daly : Granville (le reporter)
- Janine Grandel : Mme Bonnard
- Michael Mark : Gaston
- Richard Flato : le sergent Dubois
- Barry Bernard : le lieutenant MacLish
- Pat O'Hara : l'inspecteur Evans

## Accueil

### Sortie
Aux États-Unis, il sort en double programme avec The Alligator People (en) de Roy Del Ruth

## Éditions en vidéo
En France, le film Le Retour de la mouche est sorti en DVD le 24 octobre 2001.

## Postérité
Le groupe de punk rock américain Misfits a enregistré en 1978 la chanson Return of the Fly.